# Parque Estadual do Itacolomi

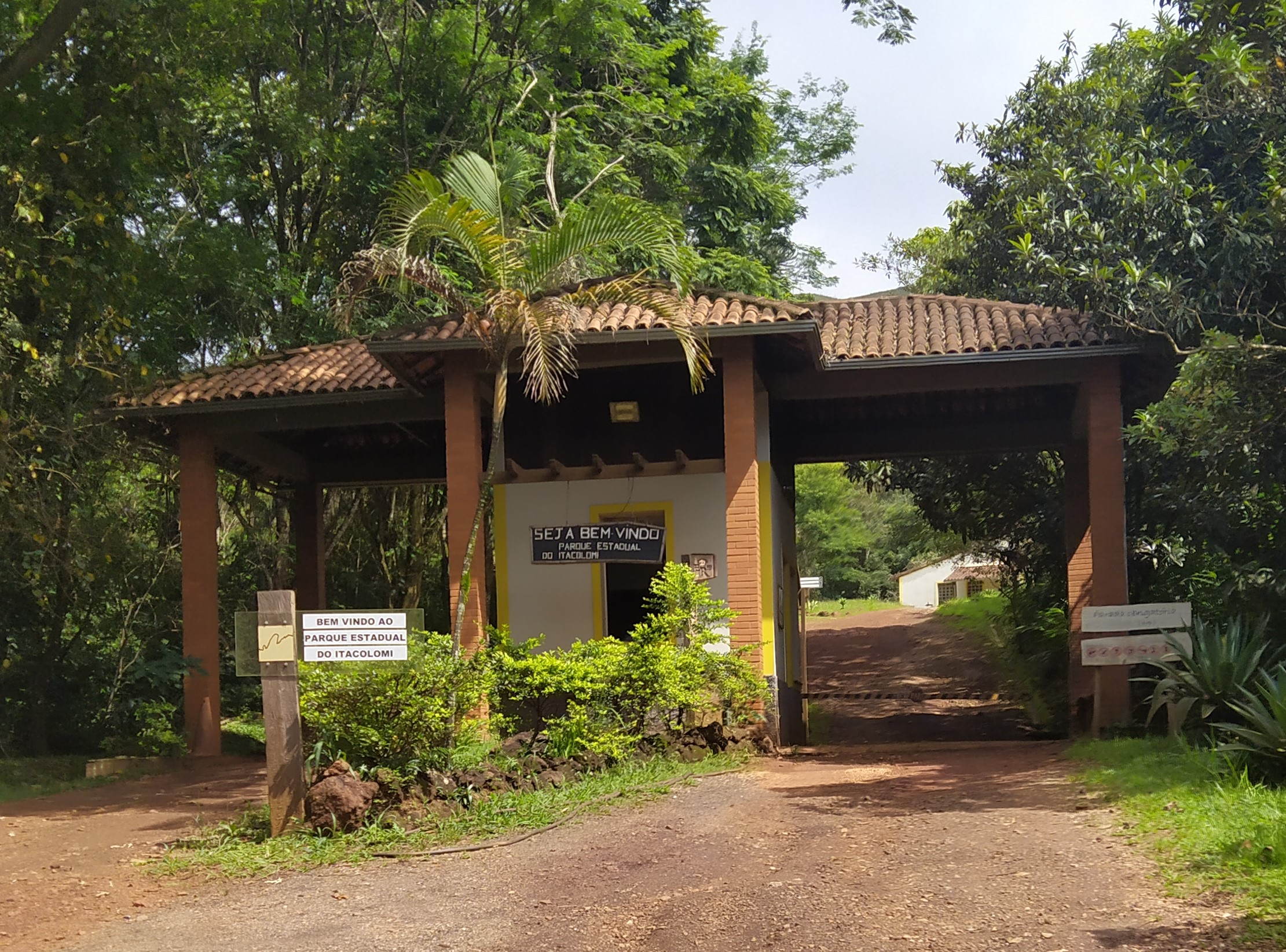
Portaria do P.E. do Itacolomi em Ouro Preto

O Parque Estadual do Itacolomi é uma Unidade de Conservação estadual de Proteção Integral, situada nas cidades mineiras de Ouro Preto e Mariana, sob a responsabilidade do Instituto Estadual de Florestas (IEF),em Minas Gerais. Criado através da Lei estadual nº 4.495 de 1967, com uma área territorial de 7.543 hectares e altitudes variáveis entre 700 e 1772 m, está aberto à visitação pública desde Maio de 2004.
O Parque do Itacolomi está localizado na porção sul da Serra do Espinhaço. Sua área é composta de regiões de Mata Atlântica com afloramentos rupestres nas porções mais elevadas. Além de sua grande beleza cênica, rica biodiversidade e geodiversidade, é também um marco histórico-cultural. Possui algumas estruturas, como um Centro de Visitantes, a Casa Bandeirista e o Museu do Chá. A visitação é autoguiada tanto na parte histórica quanto nas trilhas e expedições. Os monitores estão a disposição dos visitantes para trocarem experiências e realizarem atividades ambientais.
O Parque criou ao longo dos anos programas ambientais e educacionais que visam sensibilizar a comunidade à preservação do meio ambiente em conjunto a diversas ações que culminam na recuperação e preservação das florestas naturais.

## Hidrografia
No parque nascem vários cursos (córrego Domingas, Prazeres, Manso, etc) formadores da Bacia do Rio Doce, uma das mais importantes do Estado.

## Flora e fauna
Composta por mamíferos como tamanduá-mirim, quati, gato mourisco, tapeti, esquilo, várias espécies de tatu, lontra, macaco-sauá, mico estrela, iraras, jaguatirica.Já foram registradas as presenças de onças pardas e pintadas, e lobos guarás.
Aves como beija-flor de gravata, pica pau, gavião pinhé, carcará, maritaca, pavó, jacu açu, etc.
Flor predominante Quaresmeira e Campo Rupestre (Altitude). De transição entre dois biomas, o cerrado e a mata atlântica. Cerca de 60% da área corresponde a campos de altitude e o restante, de florestas remanescentes da mata atlântica (destaca-se a espécie de orquídea endêmica que só ocorre na serra do itacolomi, trata-se da Habenaria itaculumia).

## Turismo
Trilhas:
- Trilha do Forno: 1560 m de extensão, tendo a água (nascentes) como tema principal.
- Trilha da Capela: 1270 m de extensão, a sucessão ecológica após a ação antrópica sobre o meio é o tema principal.
- Trilha da Lagoa: 470 m de extensão, destinada principalmente ao público infantil ou pessoas de idade com dificuldade de locomoção.
- Trilha do Pico do Itacolomi: Do alto do Pico do Itacolomi, a 1.772 m de altitude, tem-se vista de 360º e uma paisagem magnífica. A trilha possui extensão de 6 km (a partir do Centro de Visitantes), permitido saída até as 11hs, por questões de segurança. O tempo aproximado do percurso total de 12Km é de 4 horas (ida e volta), e tem uma dificuldade de média para alto.
- Morro do Cachorro: 7 km (ida e volta)
- Mirante do Custódio: 10 km (ida e volta)
- Bacia do Custódio (Lavras Novas): 20 km (ida e volta)

Edifícios históricos:
- Casa Bandeirista: serviu de posto fiscal no tempo da exploração aurífera (1706).[6]
- Museu do Chá: maquinário para beneficiamento do chá preto (da marca Edelweiss) colhido nas lavouras durante alguns anos do século XX. Parte da produção era exportada para a Alemanha.[7]